# QlikTech
QlikTech — софтверна компанія, Раднор, Пенсільванія (США), розробник продуктів класу Business intelligence, QlikTech заснована в 1993 році як консалтингова компанія з офісом в Лунді (Швеція), Ідеоні, відомому шведському технопарку. Однією з найперших задач компанії була розробка інструментів для аналізу багатомірних даних. Як наслідок компанія запатентувала технологію асоціативної обробки даних в оперативній пам'яті. Дана технологія реалізована в програмному продукті QlikView.